# Chuap
Chuap nebo Chopi (gruzínsky ხოფი – Chopi; abchazsky Хәаԥ) je vesnice v Abcházii, v okrese Gudauta. Leží přibližně 16 km severně od okresního města Gudauty a nezasahuje k pobřeží Černého moře. Obec sousedí na západě s Otharou, na východě s Durypšem, od kterého ji odděluje řeka Chypsta, a na jihu s Džirchvou. Na severu od obce se rozkládá těžko prostupný Bzybský hřbet. Chuap je nejvýše položenou obcí v okrese Gudauta, avšak s nadmořskou výškou kolem 300 metrů nad mořem se ještě o horskou vesnici nejedná.
Oficiálním názvem obce je Vesnický okrsek Chuap (rusky Хуапская сельская администрация, abchazsky Хәаԥ ақыҭа ахадара). Za časů Sovětského svazu se okrsek jmenoval Chuapský selsovět (Хуапский сельсовет).

## Části obce
Součástí Chuapu jsou následující části:
- Chuap (Хәаԥ)
- Archa / Egyrta (Арха / Еӷырҭа)
- Atvachu (Аҭәахәы)
- Dbar Ihvap (Дбар ихәаԥ)
- Kvanapa (Қәанапа / Қәанаҧа)

## Historie
V 19. a na začátku 20. století byl současný Chuap součástí sousední Džirchvy. Později byl Chuap od Džirchvy odtržen a pojmenován gruzínským názvem Chopi. Po válce v Abcházii se název změnil na Chuap. V této obci vyrůstal třetí prezident Abcházie Aleksandr Ankvab.

## Obyvatelstvo
Dle nejnovějšího sčítání lidu z roku 2011 je počet obyvatel této obce 541 a jejich složení následovné:
- 538 Abchazů (99,4 %)
- 3 ostatních národností (0,6 %)

Před válkou v Abcházii žilo v obci bez přičleněných vesniček 287 obyvatel. V celém Chuapském selsovětu žilo 692 obyvatel.